# Semence (outil)
Pour les articles homonymes, voir Semence.

Une semence est un clou à tête plate et à tige carrée, utilisé par les cordonniers et par les tapissiers-garnisseurs.

## Semences de cordonnerie

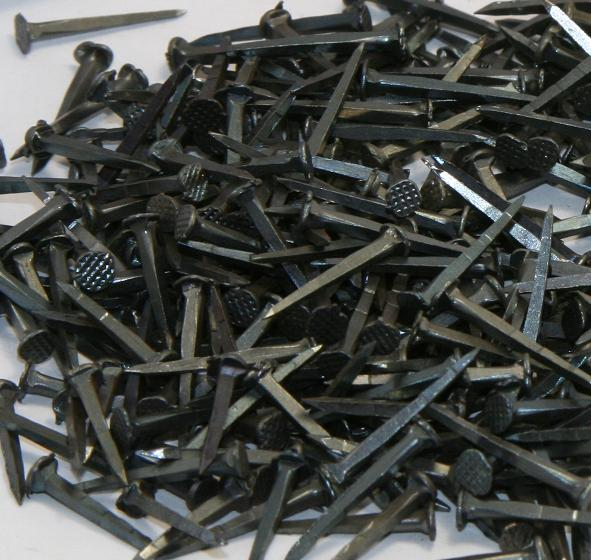
Semences de cordonnier.

La semence de cordonnerie a une petite tête plate et une tige pointue à quatre pans. Elle est utilisée pour fixer la semelle à la chaussure. 
On la trouve en acier brut, en acier bleui ou en laiton. 

## Semences de tapisserie

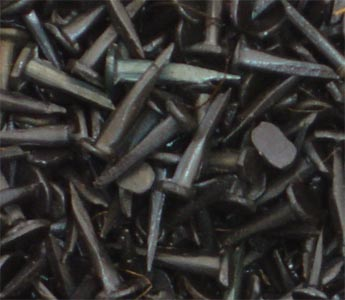
Semences de tapissier-garnisseur.

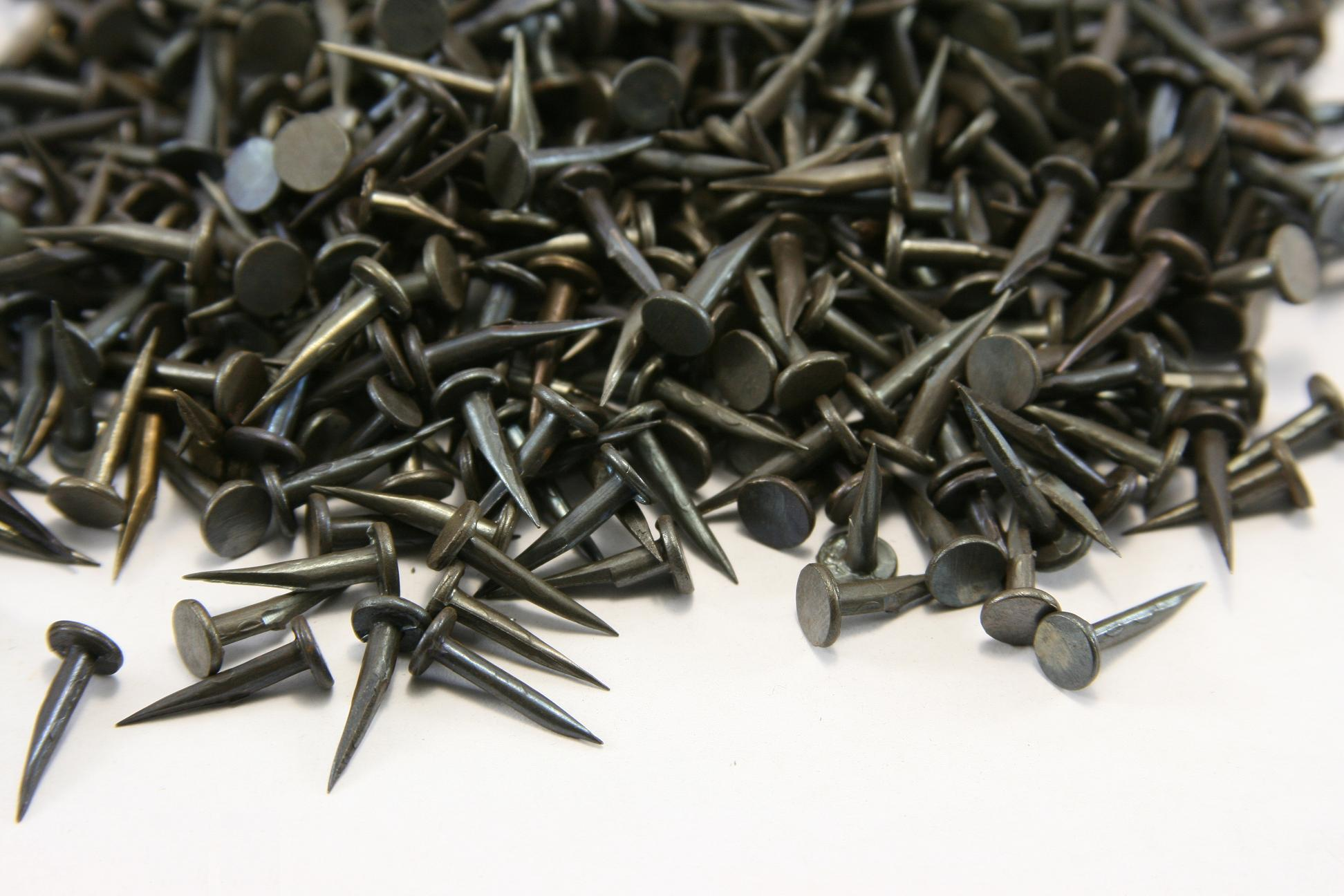
Semences piques.

La semence de tapisserie a aussi une tête plate, mais elle est proportionnellement plus large que celle de la semence de cordonnerie, pour bien tenir le tissu. 
Il existe deux types de semences de tapisserie :
- Les semences piques ont un corps rond avec une pointe biseautée.
- Les semences ordinaires ou parisiennes ont un corps à section carrée, les côtés sont légèrement évidés et la pointe est plus courte.

Les références dépendent soit de leur poids soit de leur longueur.
Pour le poids on mesure en onces 1 000 semences, la longueur se mesure en lignes (une ligne = 1/12e de pouce) soit 2,25 mm.
| Semences ordinaires | Semences ordinaires | Semences ordinaires | Semences piques | Semences piques |
| ------------------- | ------------------- | ------------------- | --------------- | --------------- |
| mm                  | onces               | lignes              | onces           | lignes          |
| 5                   |                     |                     | 2               | 2               |
| 6                   |                     |                     | 2 1/2           | 2 1/2           |
| 7                   | 4                   | 3                   | 3               | 3               |
| 8                   | 6                   | 3 1/2               |                 |                 |
| 9                   | 8                   | 4                   | 6               | 4               |
| 11                  | 10                  | 5                   | 8               | 5               |
| 14                  | 14                  | 6                   | 12              | 6               |
| 16                  | 20                  | 7                   | 16              | 7               |